# Juan Alejo
Juan Alejo (Guadalupe, Nuevo León; 9 de enero de 1984) es un boxeador mexicano.

## Carrera
Alejo ganó el título minimosca de México con un nocaut técnico en el undécimo asalto sobre José Guadalupe Martínez el 20 de agosto de 2014.  Obtuvo una victoria por decisión dividida en diez asaltos sobre José Rivas el 27 de mayo de 2015.
El 10 de octubre de 2015, se enfrentó al campeón minimosca de la Organización Mundial de Boxeo, Donnie Nietes, por el título. Alejo era el segundo mejor peleador de la OMB en la categoría. En el combate estelar en el StubHub Center de Carson, California, Nietes (37-1-4, 21 KOs) venció a Alejo (21-3, 13 KOs) en doce asaltos por decisión unánime. Las puntuaciones fueron 119-109, 119-109 y 120-108.
El 2 de diciembre de 2017 peleó contra Ángel Acosta por un título vacante de peso minimosca mundial de la OMB, donde fue noqueado en el décimo asalto de la pelea.